# الطريق إلى جنين (فلم)
الطريق إلى جنين هو فيلم وثائقي أنتج عام 2003 ومن إخراج المخرج اليهودي الفرنسي (الجزائري المولد) بيير ريهوف. الطريق إلى جنين انتج كرد على المزاعم الفلسطينية بارتكاب الجيش الإسرائيلي مجازر في جنين وكرد فعل لفيلم جنين، جنين.
لقد بسط الفلم معاناة الفلسطينيين وحاول تشويه الصورة بشكل عام، حيث حاول تصوير أن الفلسطينيين يبالغون أو حتى يكذبون على الإعلام...الفلم يحاول استدرار العواطف وعكس الحقائق

## روابط خارجية
- مقالات تستعمل روابط فنية بلا صلة مع ويكي بيانات